# Villamayor de Santiago
Villamayor de Santiago és un municipi de la província de Conca a la comunitat autònoma de Castella la Manxa, dista 98 km de la capital provincial, Conca. Té una superfície de 180,72 km² i 2925 habitants segons el cens de 2007.

## Demografia
| 1991 |  | 1996 |  | 2001 |  | 2004 |
| ---- |  | ---- |  | ---- |  | ---- |
| 2918 |  | 2827 |  | 2673 |  | 2741 |